# Національний парк Товада-Хатімантай
Національний парк Товада-Хатімантай (яп. 十和田八幡平国立公園, Towada-Hachimantai Kokuritsu Kōen) — це національний парк, що складається з двох окремих областей префектур Аоморі, Івате та Акіта, Японія. Район Товада-Хаккода охоплює озеро Товада, гору Хаккода та більшу частину долини річки Ойрасе. Район Хачімантай включає гори Хатімантай, гори Івате, Тамагава Онсен і Акіта Комагатаке (яп. 秋田駒ヶ岳). Дві території розташовані на відстані 50 кілометрів (31 миль) одна від одної і охоплюють 854 км2 (330 кв. миль).

## Споріднені муніципалітети
- Аоморі Аоморі, Хіракава, Куроїсі, Товада[6]
- Івате: Хатімантай, Сідзукуїсі, Такідзава[6]
- Акіта: Кадзуно, Косака, Сембоку[6]